# Fonction de base
Cet article court présente un sujet plus développé dans : Analyse numérique et Base (algèbre linéaire).
En analyse numérique, une fonction de base (ou basis function en anglais) est une fonction apparaissant dans une « base » fixée d'un espace fonctionnel. Selon le contexte, une base peut désigner :
- une base d'un espace vectoriel : la suite (Xn)n∈ℕ est une base de l'espace R[X] des polynômes à coefficients réels, et les monômes Xn en sont les fonctions de base.
- une base de Hilbert d'un espace de Hilbert : dans la théorie de Fourier discrète, les fonctions trigonométriques x ↦ cos(nx) et x ↦ sin(nx) sont les fonctions de base d'une base Hilbert de L2(R/Z, R).
- une base de Schauder dans un espace de Banach : dans l'étude des ondelettes, le système de Haar est une famille de fonctions de base de l'espace Lp([0, 1], R) pour 1 ≤ p < ∞.

L'expression « fonction de base » est également utilisée en mécanique quantique. Ainsi, en chimie quantique, les fonctions de base peuvent être des fonctions d'onde radiales décrivant les orbites moléculaires.
On la retrouve également en traitement du signal (qui utilise la théorie de Fourier), où un signal périodique peut être décomposé selon une famille de signaux de base, comme les signaux triangulaires.
En informatique, la compression d'image peut utiliser la théorie des ondelettes, dans laquelle des fonctions de base sont définies.